# Спеціальне завдання
Спеціальне завдання (англ. The Shepherd: Border Patrol) — американський бойовик 2008 року режисера Айзека Флорентайна.

## Сюжет
Колишній поліцейський з Нового Орлеана Джек Робідо (Жан-Клод Ван Дамм) приїжджає зі своїм домашнім кроликом до Коламбуса, штат Нью-Мексико, щоб влаштуватися на роботу в прикордонний патруль і працювати разом з капітаном Рамоною Гарсія (Наталі Джей Робб).
Наразі прикордонний патруль протистоїть дуже небезпечній операції з контрабанди наркотиків, в якій контрабандисти переправляють нелегальних іммігрантів і цеглини героїну через пористу оборону кордону Мексики та США. Мігранти випадковим чином екіпіровані жилетами С-4, тому будь-який прикордонник, який втрутиться, може бути підірваний.
Як з'ясовується, контрабандисти - нелегальний загін спецназу на чолі з Бенджаміном Майєрсом (Стівен Лорд) і його правою рукою Карпом (Скотт Адкінс), які взяли на себе всі операції з контрабанди в цьому районі, вбивши головних наркобаронів Фелікса Нестора (Даніель Перроне) і Беніто Ортіса (Луїс Альгар).
Джек і його напарник Біллі Поунелл (Гері Макдональд) намагаються знищити Майєрса та його операцію. Майєрс і його поплічники захоплюють місіонерський автобус для контрабанди наркотиків, але Джек і Біллі переслідують їх через кордон, за межами своєї юрисдикції, де Джека заарештовує місцева поліція, яка працює на Майєрса.
Коли Джека переводять з мексиканської в'язниці до табору Мейєрса, з'ясовується, що Біллі працює на Мейєрса, який також викрав Рамону та її дядька Еміля (Ден Девіс). Мейєрс вбиває Еміля, кинувши його в басейн з водою, зарядженою дротами під напругою.
Виявляється, що у Джека є особиста причина переслідувати Майєрса, адже від його наркотиків близько трьох місяців тому загинула донька Джека, Кессі (Б'янка Ван Варенберг). Кессі було 16 років. Домашній кролик Джека належав Кессі, і він носить його з собою в пам'ять про неї. Він також присягнувся на її могилі прикрити будь-яку наркооперацію, яку зможе знайти.
Тим часом Джеку і Рамоні вдається звільнитися і вбити Біллі. Рамона кличе на допомогу мексиканську поліцію, і вони з Джеком починають пробиватися крізь людей Мейєрса. Рамона намагається знайти машину для втечі, але потрапляє в автокатастрофу.
Далі Джек стикається з Карпом, експертом з бойових мистецтв. Вони б'ються, і Карп жорстоко б'є Джека ногою в голову, ефективно сповільнюючи його рух. Джеку, однак, вдається пересилити Карпа і забити його до смерті. Мейерс, від якого відмовилися потенційні інвестори, стикається з Джеком і збирається вистрілити в нього, коли Джек кидає в бік Мейерса вибуховий нашийник і підриває його. У фіналі Рамона радить Джеку повернутися до Нового Орлеана з дружиною.

## У ролях
| Актор             | Роль                  |
| ----------------- | --------------------- |
| Жан-Клод Ван Дамм | Джек Робідо           |
| Стівен Лорд       | Бенджамін Меєрс       |
| Наталі Робб       | капітан Рамона Гарсія |
| Гері Макдональд   | Біллі Поунелл         |
| Даніель Перрон    | Фелікс Нестор         |
| Скотт Едкінс      | Карп                  |
| Андре Бернард     | Лексі                 |
| Ден Дейвіс        | Еміль                 |
| Майлз Андерсон    | Артур Пеннігтон       |
| Луїс Алгар        | Беніто Ортіс          |